# Czarne Błoto (Chwaszczyno)
Czarne Błoto – część wsi Chwaszczyno w Polsce, położona w województwie pomorskim, w powiecie kartuskim, w gminie Żukowo. Wchodzi w skład sołectwa Chwaszczyno.
W latach 1975–1998 Czarne Błoto administracyjnie należało do województwa gdańskiego.